# Gultyglad glasögonfågel
Gultyglad glasögonfågel (Zosterops nigrorum) är en fågel i familjen glasögonfåglar inom ordningen tättingar.

## Utseende och läte
Gultyglad glasögonfågel är en liten tätting med olivgrön ovansida och bjärt gul undersida med en gul fläck mellan öga och näbb som gett den sitt namn. Runt ögat har den en bred vit ring som är typisk för familjen. Den uppträder med både sångglasögonfågeln och låglandsglasögonfågeln, men har gul snarare är ljusgrå buk. Sången består av en ramsa visslingar. Bland lätena hörs ett för glasögonfåglar typiskt "tweet" eller en drill. 

## Utbredning och systematik
Gultyglad glasögonfågel förekommer i Filippinerna och delas in i åtta underarter med följande utbredning:
- Zosterops nigrorum meyleri – norra Camiguin
- Zosterops nigrorum aureiloris – bergstrakter på nordvästra Luzon
- Zosterops nigrorum innominatus – nordöstra och centrala Luzon
- Zosterops nigrorum luzonicus – sydöstra Luzon och Catanduanes
- Zosterops nigrorum nigrorum – Masbate, Negros, Ticao, Panay och Caluya
- Zosterops nigrorum mindorensis – Mindoro
- Zosterops nigrorum catarmarensis – Camiguin Sur
- Zosterops nigrorum richmondi – Cagayancillo (Suluöarna)

## Status
Gultyglad glasögonfågel har ett stort utbredningsområde. Beståndsutvecklingen är oklar, men den anses inte vara hotad. IUCN kategoriserar arten som livskraftig.